# العلاقات الساموية الكورية الجنوبية
العلاقات الساموية الكورية الجنوبية هي العلاقات الثنائية التي تجمع بين ساموا وكوريا الجنوبية.

## مقارنة بين البلدين
هذه مقارنة عامة ومرجعية للدولتين:
| وجه المقارنة                                              | ساموا                        | كوريا الجنوبية                                                          |
| --------------------------------------------------------- | ---------------------------- | ----------------------------------------------------------------------- |
| المساحة (كم2)                                             | 2.84 ألف                     | 100.30 ألف                                                              |
| عدد السكان (نسمة)                                         | 196.44 ألف                   | 51.47 مليون                                                             |
| الكثافة السكانية (ن./كم²)                                 | 69.17                        | 513.16                                                                  |
| العاصمة                                                   | أبيا                         | سول                                                                     |
| اللغة الرسمية                                             | لغة إنجليزية، اللغة الساموية | اللغة الكورية                                                           |
| العملة                                                    | تالا ساموي                   | وون كوري جنوبي                                                          |
| الناتج المحلي الإجمالي (بليون دولار)                      | 856.63 مليون                 | 1.53 تريليون                                                            |
| الناتج المحلي الإجمالي (تعادل القوة الشرائية) بليون دولار | 1.15 مليار                   | 1.75 تريليون                                                            |
| الناتج المحلي الإجمالي الاسمي للفرد دولار أمريكي          | 3.94 ألف                     | 27.22 ألف                                                               |
| الناتج المحلي الإجمالي للفرد دولار أمريكي                 | 5.79 ألف                     |                                                                         |
| مؤشر التنمية البشرية                                      | 0.702                        | 0.901                                                                   |
| رمز المكالمات الدولي                                      | +685                         | +82                                                                     |
| رمز الإنترنت                                              | .ws                          | .kr                                                                     |
| المنطقة الزمنية                                           | ت ع م+13:00                  | توقيت كوريا الجنوبية، ت ع م+09:00، آسيا/سيول ‏، ت ع م+08:00، ت ع م+08:30 |

## منظمات دولية مشتركة
يشترك البلدان في عضوية مجموعة من المنظمات الدولية، منها:
| علم المنظمة | اسم المنظمة                                                | تاريخ انضمام ساموا | تاريخ انضمام كوريا الجنوبية |
| ----------- | ---------------------------------------------------------- | ------------------ | --------------------------- |
|             | مؤسسة التمويل الدولية                                      | 28 يونيو 1974      | 16 مارس 1964                |
|             | منظمة حظر الأسلحة الكيميائية                               | ?                  | ?                           |
|             | يونسكو                                                     | 3 أبريل 1981       | 14 يونيو 1950               |
|             | الأمم المتحدة                                              | 15 ديسمبر 1976     | 17 سبتمبر 1991              |
|             | منظمة الشرطة الجنائية الدولية                              | ?                  | ?                           |
|             | البنك الدولي للإنشاء والتعمير                              | 28 يونيو 1974      | 26 أغسطس 1955               |
|             | العملية المشتركة للاتحاد الأفريقي والأمم المتحدة في دارفور | ?                  | ?                           |
|             | الاتحاد البريدي العالمي                                    | ?                  | ?                           |
|             | مؤسسة التنمية الدولية                                      | 28 يونيو 1974      | 18 مايو 1961                |
|             | منظمة التجارة العالمية                                     | ?                  | ?                           |
|             | بنك التنمية الآسيوي                                        | 1966               | 1966                        |
|             | المركز الدولي لتسوية المنازعات الاستشارية                  | 25 مايو 1978       | 23 مارس 1967                |
|             | وكالة ضمان الاستثمار متعدد الأطراف                         | 27 سبتمبر 2002     | 12 أبريل 1988               |

## وصلات خارجية
- موقع وزارة الخارجية الكورية الجنوبية